# Silly Symphonies
Silly Symphonies (pol. Głupiutkie symfonie) – seria 75 krótkometrażowych filmów animowanych zrealizowanych w latach 1929–1939 w wytwórni Walt Disney Productions. Seria składa się z miniatur muzycznych bez wiodącego bohatera, a każda z produkcji przedstawia odrębną historię. Oryginalną muzykę skomponowali m.in.: Carl Stalling, Leigh Adrian Harline i Frank Churchill.
W latach 1932–1939 corocznie jeden film z serii był nominowany do Nagrody Akademii Filmowej, przy czym statuetki nie udało się zdobyć tylko raz (w 1938); Oscara dla najlepszego krótkometrażowego filmu animowanego zdobyli twórcy filmów: Kwiaty i drzewa (1932), Trzy małe świnki (1933), Żółw i zając (1934), Trzy kociaki (1935), Kuzyn ze wsi (1936), Stary młyn (1937) i Brzydkie kaczątko (1939).

## Produkcja
Animator Walt Disney był szczęśliwy z powodu popularności współtworzonej przez niego postaci Myszki Miki. Obawiał się jednak, że jak publiczność znudzi się Myszką Miki nie będzie miał nic w zanadrzu. Poza tym nie chciał być kojarzony wyłącznie z jedną postacią, gdyż uważał to za upokarzające. Podczas nowojorskiej sesji nagraniowej Carl Stalling podał pomysł nowego filmu rysunkowego, którego treścią miała być zabawa na cmentarzu, z fragmentami muzyki z Peer Gynta Edvarda Griega. Disney wspólnie z Ubem Iwerksem, czołowym animatorem Walt Disney Studio, przygotował scenariusz do Tańca duchów, w którym szkielety wyskakują z grobów i tańczą upiornego gawota. Les Clark wykonał część animacji ale większość rysunków została wykonana przez Uba Iwerksa, który czuwał nad każdym kadrem. Spowodowało to starcie z Disneyem, który uważał iż studio ponosi straty, kiedy najlepszy animator zajmuje się rysunkami, które mogliby robić z powodzeniem średnio uzdolnieni rysownicy.
Animacja nazwana ostatecznie Taniec szkieletów, była ukończona i Disney chciał, by rozpoczął nową serię zwaną „Silly Symphonies”. Każdy odcinek miał mieć inny temat i innych bohaterów, a także miała pozwolić na eksperymenty z nowymi pomysłami i technikami. Pat Powers odpowiadający za dystrybucję filmów z Myszką Miki, uważał pomysł za stratę czasu, jednak słynny showman Samuel L. Rothafel po pokazie w jego Roxy Theater dostrzegł w nim potencjał. W styczniu 1930 roku Powers przekonał coraz bardziej sfrustrowanego Iwerksa do opuszczenia Walt Disney Studio w zamian za obietnicę własnego studia i chciał narzucić stały układ, w którym miałby 30% zysków z kreskówek, a Disney będzie miał 2,5 tys. dolarów wypłaty. Wówczas Disney zastanowił czy inne studio nie zapewni lepszych warunków finansowych. Powers oznajmił, że wytoczy proces każdemu kto podpisze umowę z Disneyem. Wówczas Harry Cohn, założyciel i właściciel Columbia Pictures został przekonany przez swego wiodącego reżysera Franka Caprę – fana Mikiego – by wyciągnąć pomocną dłoń Disneyowi. Cohn zaoferował Disneyowi 7,5 tys. dolarów za każdą kreskówkę, a Powersowi zagroził procesem sądowym. Powers zgodził się na odszkodowanie w wysokości 100 tys. dolarów w zamian za zrzeczenie się praw do 21 zamówionych już wcześniej u Disneya kreskówek. Disney chcąc pozbyć Powersa za wszelką cenę i zgodził na układ z Cohnem, który dał 50 tys. pożyczki na konto przyszłych zysków. Wówczas kreskówki Walt Disney Studio, w tym te z 1929 roku przejęła Columbia Pictures w 1930 roku .
W lutym 1930 roku Disney oznajmił swemu bratu Royowi za pośrednictwem telegramu zawieszenie prac nad kreskówkami z Myszką Miki i skoncentrowanie nad „Silly Symphonies”  robionymi dla Columbii. Sukces kreskówek spowodowała, że konkurencyjne studia animacji zaczęły się wzorować na Disneyu. W 1931 roku Warner Bros. zatytułowała nowa serię filmów animowanych Merrie Melodies stanowiacą wyraźne nawiązanie do „Silly Symphonies” do 1969 roku. Zaś Paramount Pictures zleciło Maxowi Fleischerowi stworzenie serii „Color Classics”.
W 1931 roku wobec mniejszych dochodów z biletów „Silly Symphonies”, Walt Disney wpadł na pomysł nakręcenia kreskówki w kolorze, czując że potrzebna jest kolejna nowinka techniczna, która zapewni popularność. Wówczas firma Technicolor po opracowaniu trzy-taśmowego procesu kamer skontaktowała się z Disneyem jako jednym z animatorów obok Iwerksa i Pioneer Films jako potencjalnych nabywców. Gdy Disney dowiedział się, że Iwerks, któremu nie wybaczył odejścia z wytwórni, planuje serię kreskówek dźwiękowych i kolorowych z podkładem muzyki klasycznej, które stanowiłyby bezpośrednią konkurencję dla „Silly Symphonies”  starał się o wyłączność na korzystanie z systemu. Roy Disney uważał, że kolor jest ogromnym ryzykiem finansowych, na które teraz studia po prostu nie stać, z powodów wzrostów kosztów filmów, które w przypadku zastosowaniu kolorowej taśmy wzrosłyby dwukrotnie i obniżyłoby zysk. Nie zważając na zastrzeżenia brata Disney ubił interes z Technicolorem i polecił zniszczyć czarno-biały film Kwiatów i drzew i rozpocząć od nowa w kolorze. Po zdobyciu Oscara wytwórnia otrzymała, jak to potem określił Disney „lawinę” nowych zamówień.
Nadal jednak osiągnięta sława nie przekładała się na pieniądze. Zyski z nowych zamówień pochłaniane były przez wyższe koszty kolorowych kreskówek, co ukończono dopiero w 1935 roku, kiedy pojawiła się kolorowa kreskówka z udziałem Myszki Miki. Z tego powodu studio ciągle nękały problem związane z płynnością finansową. Cohn zwlekał z wypisywaniem czeków w terminie za tantiemy z dystrybucji kreskówek, będącymi jedynym źródłem utrzymania Walt Disney Productions. Mimo zawarcia umowy licencyjnej z handlowcem George’em Borgfeldtem na korzystanie wizerunku Myszki Miki na produktach firmowych powodującej lawinę kolejnych kontraktów handlowych, co przynosiło 300 tys. dolarów studio, zyski te przestały wystarczać na pokrycie rosnących wydatków operacyjnych.
W końcu Disney udał się do Nowego Jorku, by przedyskutować możliwość podwojenia przez Columbię zaliczek za film z 7 tys. do 15 tys. dolarów, ze względu na wzrosty kosztów produkcji. Cohn odmówił mówiąc, że trwa Wielki Kryzys i że wszędzie brakuje pieniędzy. Po sugestii Disneya, że dla obu lepiej będzie zakończyć współpracę Cohn zerwał kontrakt demonstrując podarciem kontraktu I rzuceniem kawałków papieru w twarz. Nazajutrz Gunther Lessing, prawnik Walt Disney Productions został powiadomiony przez prawników Cohna, że Disney ma zapłacić w całości nadal obciążającą go „pożyczkę” w wys. 50 tys. dolarów, które wytwórnia Columbia Pictures wyłożyła, by spławić Pata Powersa, poprzedniego dystrybutora Disneya. Gdy Carl Laemmle, właściciel Universal Pictures usłyszał o zerwaniu Disneya z Columbią, natychmiast zaoferował spłatę pożyczki i przejąć jego dystrybucję po cenie, jaką poda Walt. Żądał jedynie, by Disney zrzekł się praw autorskich do postaci Myszki Miki, czego ten zawsze w przeszłości odmawiał. Tym razem jedna, obawiając się pozostać bez dystrybutora, Disney rozważał propozycję Laemmle’a. Przebił ją jednak, poinformowany przez zaprzyjaźnionego z braćmi Disneyami producenta Sola Lessera o ich kłopotach z dystrybucją, Joseph Schenck, aktualny szef United Artists, który zaoferował Disneyowi zaliczkę 15 tys. dolarów za każdą nowo wyprodukowaną kreskówkę. Dodatkowym atutem miała być sprzedaż kreskówek jako produkcje niezależne.
Chcąc nakłonić Disneya do podpisania kontraktu, Schenck zaoferował mu malejącą skalę procentową udziału w zyskach, zapewniającą więcej pieniędzy i wcześniejszą wypłatę. Kilkakrotnie Schenck usiłował bezskutecznie namówić Disneya do włączenia jego studia do wytwórni jako pododdziału. Disney przystał na propozycję jako, że United Artists oferowała wolność artystyczną i dla niej tworzyli najlepsi filmowcy.. United Artists było jednak niechętnie nastawione do „Silly Symphonies” i zgodziło się na ich zakup dopiero wówczas, gdy Walt zaakceptował hasło promocyjne „Myszka Miki przedstawia Beztroskie symfonie Disneya” w związku z nadal popularną serią o Myszce Miki. Po podpisaniu kontraktu z wytwórnią Disney postanowił wprowadzić kolor do animacji.
Pod wpływem ponownego obejrzenia Brzdąca (1921) zdecydował na ekranizację angielskiej baśni ludowej Trzy małe świnki. Po raz pierwszy fabuła stała się głównym czynnikiem w filmie Disneya i została pokazana w sposób ilustracyjny, niż alegoryczny. Disney wyczuł, że to cechy charakteru postaci określają ich los i nie chciał, by trzy identyczne postaci podnosiły poziom dramatyzmu, ale by trzy indywidualności pogłębiały go. Trzy małe świnki (1933) okazały się hitem finansowym, a zawarta w nich piosenka Kto by tam się wilka bał trafiła na listy przebojów, stając się nieoficjalnym hymnem czasów Wielkiego Kryzysu. Zainteresowanie kreskówką było tak duże, że United Artists trudno było sprostać zamówieniom na kolejne kopie dla wszystkich kin, które chciały ją wyświetlać.

## Spis filmów
W Polsce, filmy z cyklu Silly Symphonies i Mickey Mouse zadebiutowały przed II wojną światową i były pokazywane w kinach przez National Film Corporation, dystrybutora United Artists na II Rzeczpospolitą. W telewizji emitowane były w ramach seriali Przygody Myszki Miki i Kaczora Donalda, Myszka Miki i przyjaciele i Kaczor Donald przedstawia kilkakrotnie nadawanych w TVP1. Z nich też pochodzą polskie tytuły podane w tabeli.
| n/o  | Polski tytuł                   | Angielski tytuł              |
| ---- | ------------------------------ | ---------------------------- |
|      |                                |                              |
| 1929 |                                |                              |
|      |                                |                              |
| 1    | Taniec szkieletów              | The Skeleton Dance           |
|      |                                |                              |
| 2    | Straszny toreador              | El Terrible Toreador         |
|      |                                |                              |
| 3    | Wiosna                         | Springtime                   |
|      |                                |                              |
| 4    | Piekielne dzwonki              | Hell's Bells                 |
|      |                                |                              |
| 5    | Wesołe Krasnale                | The Merry Dwarfs             |
|      |                                |                              |
| 1930 |                                |                              |
|      |                                |                              |
| 6    | Lato                           | Summer                       |
|      |                                |                              |
| 7    | Jesień                         | Autumn                       |
|      |                                |                              |
| 8    | Figle kanibali                 | Cannibal Capers              |
|      |                                |                              |
| 9    | Baraszkujące ryby              | Frolicking Fish              |
|      |                                |                              |
| 10   | Arktyczni trefnisie            | Arctic Antics                |
|      |                                |                              |
| 11   | Północ w sklepie z zabawkami   | Midnight in a Toy Shop       |
|      |                                |                              |
| 12   | Noc                            | Night                        |
|      |                                |                              |
| 13   | Małpie melodie                 | Monkey Melodies              |
|      |                                |                              |
| 14   | Zima                           | Winter                       |
|      |                                |                              |
| 15   | Figlarny Pan                   | Playful Pan                  |
|      |                                |                              |
| 1931 |                                |                              |
|      |                                |                              |
| 16   | Ciągnie swój do swego          | Birds of a Feather           |
|      |                                |                              |
| 17   | Melodie Matki Gęsi             | Mother Goose Melodies        |
|      |                                |                              |
| 18   | Porcelanowy talerz             | The China Plate              |
|      |                                |                              |
| 19   | Pracowite bobry                | The Busy Beavers             |
|      |                                |                              |
| 20   | Kot na dworze                  | The Cat's Out                |
|      |                                |                              |
| 21   | Egipskie melodie               | Egyptian Melodies            |
|      |                                |                              |
| 22   | Sklep z zegarami               | The Clock Store              |
|      |                                |                              |
| 23   | Pająk i mucha                  | The Spider and the Fly       |
|      |                                |                              |
| 24   | Polowanie na lisa              | The Fox Hunt                 |
|      |                                |                              |
| 25   | Brzydkie kaczątko              | The Ugly Duckling            |
|      |                                |                              |
| 1932 |                                |                              |
|      |                                |                              |
| 26   | Sklep z ptakami                | The Bird Store               |
|      |                                |                              |
| 27   | Misie i pszczoły               | The Bears and the Bees       |
|      |                                |                              |
| 28   | Po prostu psy                  | Just Dogs                    |
|      |                                |                              |
| 29   | Kwiaty i drzewa                | Flowers and Trees            |
|      |                                |                              |
| 30   | Król Neptun                    | King Neptune                 |
|      |                                |                              |
| 31   | Zakochane robaczki             | Bugs in Love                 |
|      |                                |                              |
| 32   | Dzieci w lesie                 | Babes in the Woods           |
|      |                                |                              |
| 33   | Warsztat Świętego Mikołaja     | Santa's Workshop             |
|      |                                |                              |
| 1933 |                                |                              |
|      |                                |                              |
| 34   | Ptaki na wiosnę                | Birds in the Spring          |
|      |                                |                              |
| 35   | Arka Noego                     | Father Noah's Ark            |
|      |                                |                              |
| 36   | Trzy małe świnki               | The Three Little Pigs        |
|      |                                |                              |
| 37   | Kraina Baśni                   | Old King Cole                |
|      |                                |                              |
| 38   | Kraina kołysanek               | Lullaby Land                 |
|      |                                |                              |
| 39   | Czarodziejski flet             | The Pied Piper               |
|      |                                |                              |
| 40   | Wigilia Bożego Narodzenia      | The Night Before Christmas   |
|      |                                |                              |
| 1934 |                                |                              |
|      |                                |                              |
| 41   | Sklep z porcelaną              | The China Shop               |
|      |                                |                              |
| 42   | Konik polny i mrówki           | The Grasshopper and the Ants |
|      |                                |                              |
| 43   | Pisankowy świat                | Funny Little Bunnies         |
|      |                                |                              |
| 44   | Wilk Bardzozły                 | The Big Bad Wolf             |
|      |                                |                              |
| 45   | Mądra kurka                    | The Wise Little Hen          |
|      |                                |                              |
| 46   | Latająca mysz                  | The Flying Mouse             |
|      |                                |                              |
| 47   | Osobliwe pingwiny              | Peculiar Penguins            |
|      |                                |                              |
| 48   | Bogini Wiosny                  | The Goddess of Spring        |
|      |                                |                              |
| 1935 |                                |                              |
|      |                                |                              |
| 49   | Żółw i zając                   | The Tortoise and the Hare    |
|      |                                |                              |
| 50   | Złoty dotyk                    | The Golden Touch             |
|      |                                |                              |
| 51   | Kotek rabuś                    | The Robber Kitten            |
|      |                                |                              |
| 52   | Wodne dzieci                   | Water Babies                 |
|      |                                |                              |
| 53   | Ciasteczkowy karnawał          | The Cookie Carnival          |
|      |                                |                              |
| 54   | Kto zabił Cocka Robina?        | Who Killed Cock Robin?       |
|      |                                |                              |
| 55   | Kraina muzyki                  | Music Land                   |
|      |                                |                              |
| 56   | Trzy kociaki                   | Three Orphan Kittens         |
|      |                                |                              |
| 57   | Kogut mistrz ringu             | Cock o' the Walk             |
|      |                                |                              |
| 58   | Zepsute zabawki                | Broken Toys                  |
|      |                                |                              |
| 1936 |                                |                              |
|      |                                |                              |
| 59   | Słoń Elmer                     | Elmer Elephant               |
|      |                                |                              |
| 60   | Trzy Wilczki                   | Three Little Wolves          |
|      |                                |                              |
| 61   | Żółw Toby na ringu             | Toby Tortoise Returns        |
|      |                                |                              |
| 62   | Trzej myszkieterowie           | Three Blind Mousketeers      |
|      |                                |                              |
| 63   | Kuzyn ze wsi                   | The Country Cousin           |
|      |                                |                              |
| 64   | Pluto matką                    | Mother Pluto                 |
|      |                                |                              |
| 65   | Więcej kotków                  | More Kittens                 |
|      |                                |                              |
| 1937 |                                |                              |
|      |                                |                              |
| 66   | Leśna kawiarnia                | Woodland Café                |
|      |                                |                              |
| 67   | Mały Hiawatha                  | Little Hiawatha              |
|      |                                |                              |
| 68   | Stary młyn                     | The Old Mill                 |
|      |                                |                              |
| 1938 |                                |                              |
|      |                                |                              |
| 69   | Ćma i płomień                  | Moth and the Flame           |
|      |                                |                              |
| 70   | Wynken, Blynken i Nod          | Wynken, Blynken, and Nod     |
|      |                                |                              |
| 71   | Symfonia podwórzowa            | Farmyard Symphony            |
|      |                                |                              |
| 72   | Syreniątka                     | Merbabies                    |
|      |                                |                              |
| 73   | Matka Gęś wyrusza do Hollywood | Mother Goose Goes Hollywood  |
|      |                                |                              |
| 1939 |                                |                              |
|      |                                |                              |
| 74   | Praktyczna świnka              | The Practical Pig            |
|      |                                |                              |
| 75   | Brzydkie kaczątko              | The Ugly Duckling            |
|      |                                |                              |